# Marché aux poissons de Tsukiji
Le marché aux poissons de Tsukiji (築地市場, Tsukiji ichiba/Tsukiji shijō) était le principal marché aux poissons de la métropole de Tokyo et le plus grand marché de gros du monde pour les poissons et fruits de mer. Il se trouvait dans le quartier de Tsukiji, arrondissement de Chūō. Même s'il était communément appelé « marché aux poissons », on y trouvait également des fruits et légumes. Il a été fermé en 2018 pour être remplacé par le marché aux poissons de Toyosu.

## Présentation
Le marché qui a été créé en 1935, enregistrait deux mille tonnes de poisson chaque jour.
Tsukiji pouvait être schématiquement présenté en trois secteurs distincts :
- le premier était consacré spécifiquement au marché au thon ;
- le second était le marché couvert, dédié aux poissons en tous genres, dont la vente est réservée aux professionnels ;
- le troisième était la partie extérieure est consacrée aux condiments, aux accessoires et aux restaurants.

### Une journée au marché

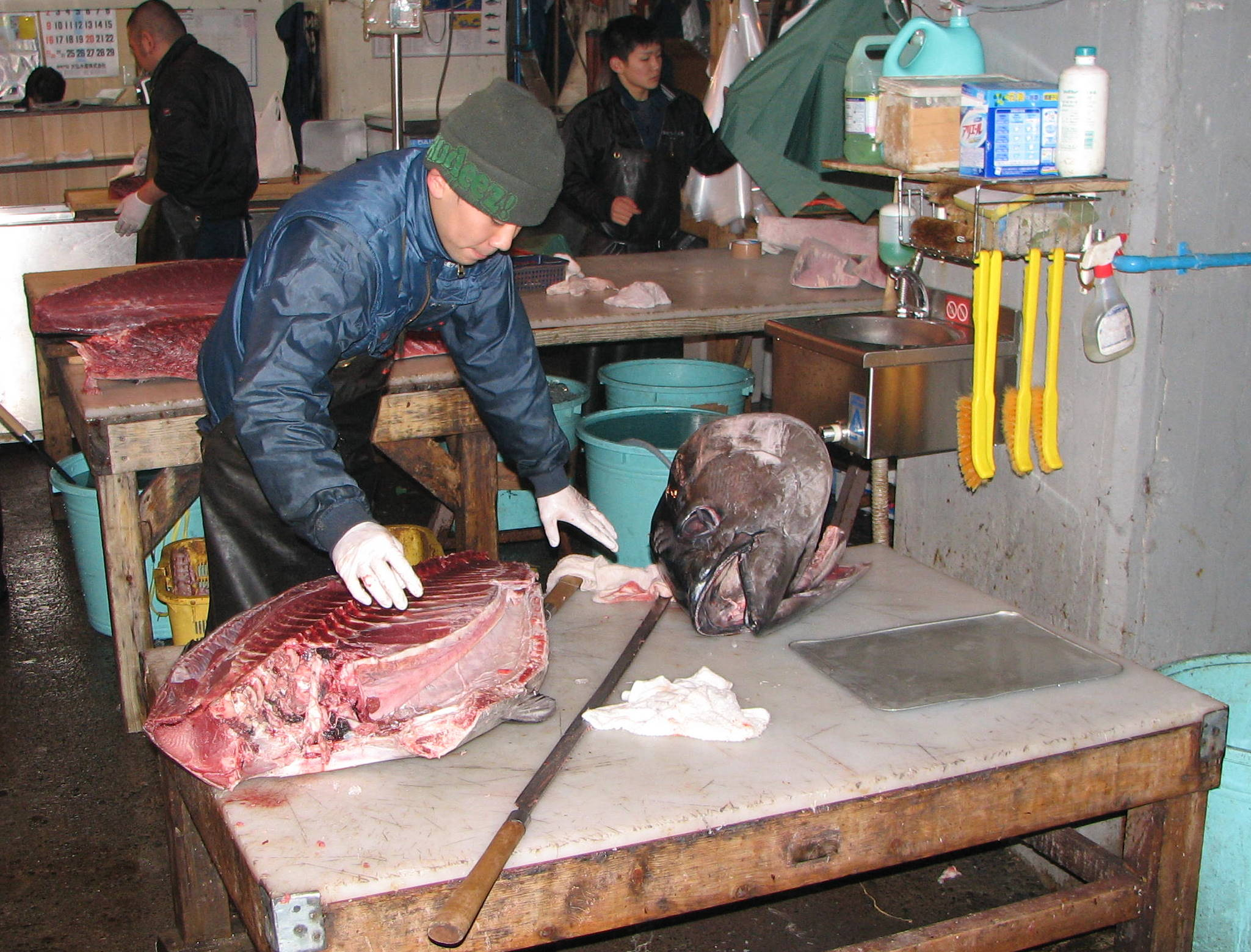
Découpage d'un thon au marché de Tsukiji.

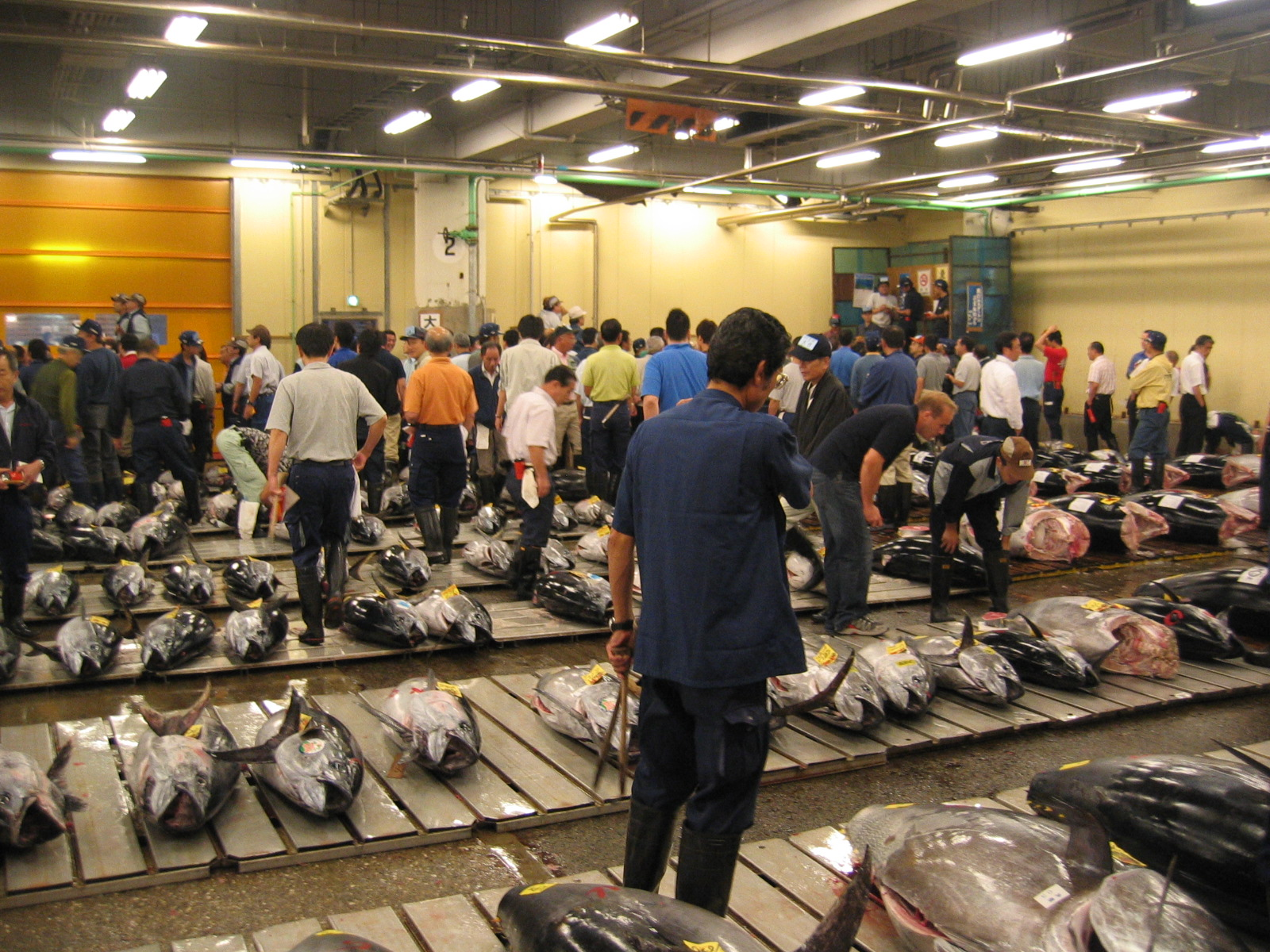
Fin de la criée pour le thon.

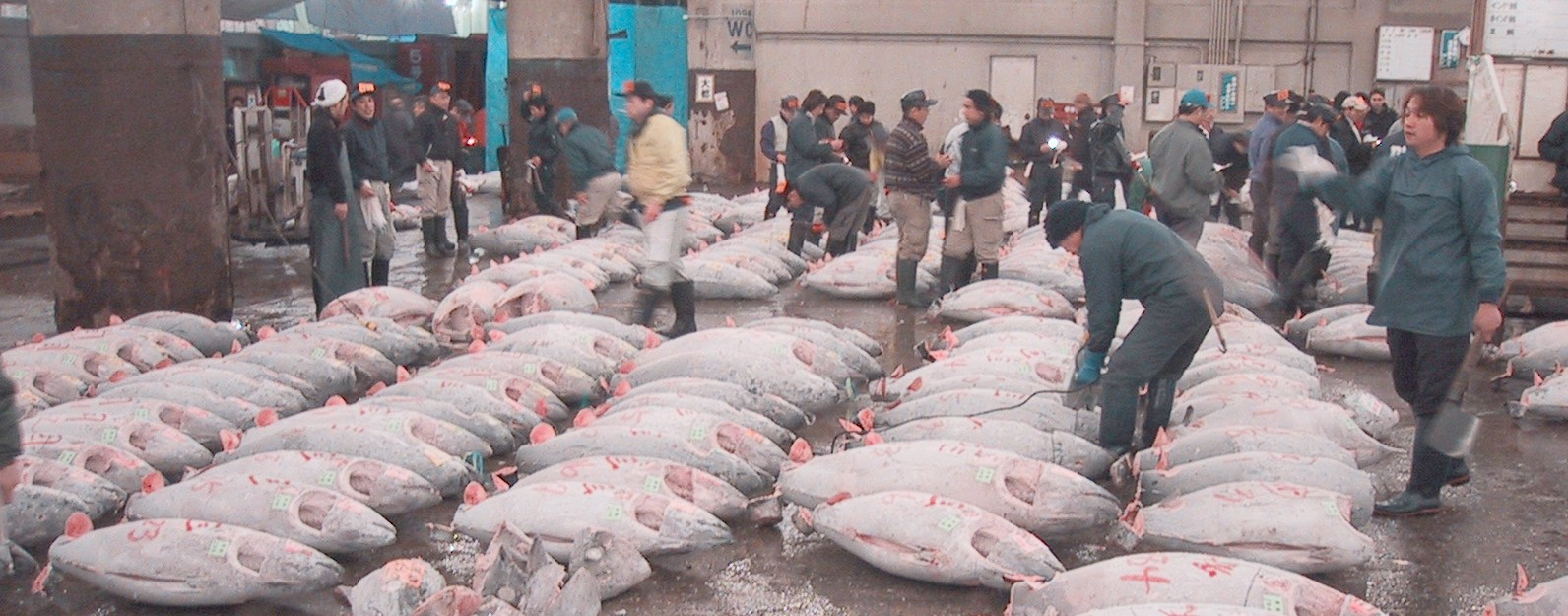
Marché aux thons (2002).

Le marché s’ouvre dès 5 h 30. Les acheteurs commencent par repérer les meilleurs poissons. Chaque poisson porte un numéro afin de faciliter les transactions. On en trouve plus de 450 espèces en provenance du monde entier. Parmi elles, le thon rouge est l'espèce la plus convoitée, mais également la plus menacée d’extinction à cause d’une pêche excessive. Il arrive que des pièces de très grande qualité atteignent les 10 000 euros.

### Transactions
Le volume annuel à Tsukiji a chuté à 570 000 tonnes en 2006, contre environ 800 000 tonnes vingt ans plus tôt. Tsukiji était concurrencé par les grands supermarchés et les discounts, qui achetaient directement aux pêcheurs sans passer par le marché. En 2013, le chiffre d'affaires quotidien était d'environ 18 millions de dollars, pour 2 900 tonnes de poissons, coquillage et fruits de mer vendus.

### Le marché au thon
Le Japon consomme annuellement environ 500 000 tonnes de thon de qualité sashimi, dont environ 17 000 tonnes de thon rouge. Ce type de thon peut atteindre des prix très élevés au marché aux poissons de Tsukiji, lorsqu'il répond à de hauts critères de qualité, notamment lors de la première enchère de l'année, spécialement renommée et élevée, ayant généralement lieu le 5 janvier :
- en 2001, un thon rouge de 214 kg atteint le prix de 20,2 millions de yens ;
- en 2009, un thon de 232 kg est vendu à 16,28 millions de yens ;
- le 5 janvier 2011, un thon rouge de 342 kg atteint le prix de 32,49 millions de yens[8] ;
- le 5 janvier 2012, un thon rouge de 269 kg atteint le prix de 56,49 millions de yens[9]. Au vu du prix, le morceau d’ōtoro (大トロ?, thon gras de couleur rose avec un taux de graisse proche ou supérieur de 25 %) pourrait atteindre les 5 000 yens, soit cinquante euros, mais il devrait être vendu au prix normal de 418 yens, soit quatre euros[9] ;
- le 5 janvier 2013, un thon rouge de 222 kg est vendu au prix record de 155,4 millions de yens, soit 1,38 million d'euros[10] ;
- le 5 janvier 2014, un thon rouge de 230 kg est vendu au prix de 7,4 millions de yens, soit 51 000 euros, une première criée en forte baisse à cause d'une offre plus importante de thons rouges et à l'absence d'enchérisseurs après le record établi l'année précédente ;
- le 5 janvier 2015, un thon rouge de 180 kg est vendu au prix de 4,5 millions de yens, soit 31 000 euros, une première criée de nouveau en forte baisse toujours à cause d'une offre plus importante de thons rouges et de l'absence d'enchérisseurs après le record établi en 2013[11] ;
- en 2017, un thon rouge de 212 kg est vendu au prix de 74,2 millions de yens, soit 605 000 euros. Pour la sixième année de suite, il a été acquis par Kiyoshi Kimura, patron de la chaîne de restaurants Sushizanmai[12].

## Tourisme
Victime de son succès, la municipalité de Tokyo avait limité la présence des touristes aux ventes aux enchères de poissons entre le 15 décembre 2008 et le 17 janvier 2009 « car ils photographient au flash et touchent les thons pendant le déroulement des enchères ». La fermeture avait été réitérée à plusieurs reprises. Puis le 10 mai 2010, la zone des ventes aux enchères avait finalement été limitée à un quota de visiteurs fixé à 140.
Après le tremblement de terre du 11 mars 2011, la zone des ventes aux enchères a été temporairement fermée aux touristes.[réf. nécessaire] Après sa réouverture, les visites ont été limitées à 120 personnes, réparties en deux groupes de 60, par jour d'ouverture. Les enchères avaient lieu à partir de 5 h 30 du matin (les visites elles-mêmes durant deux fois 20 à 25 minutes), mais elles rencontraient un tel succès qu'il n'était pas rare de voir des gens faire la queue dès de 2 h 30.

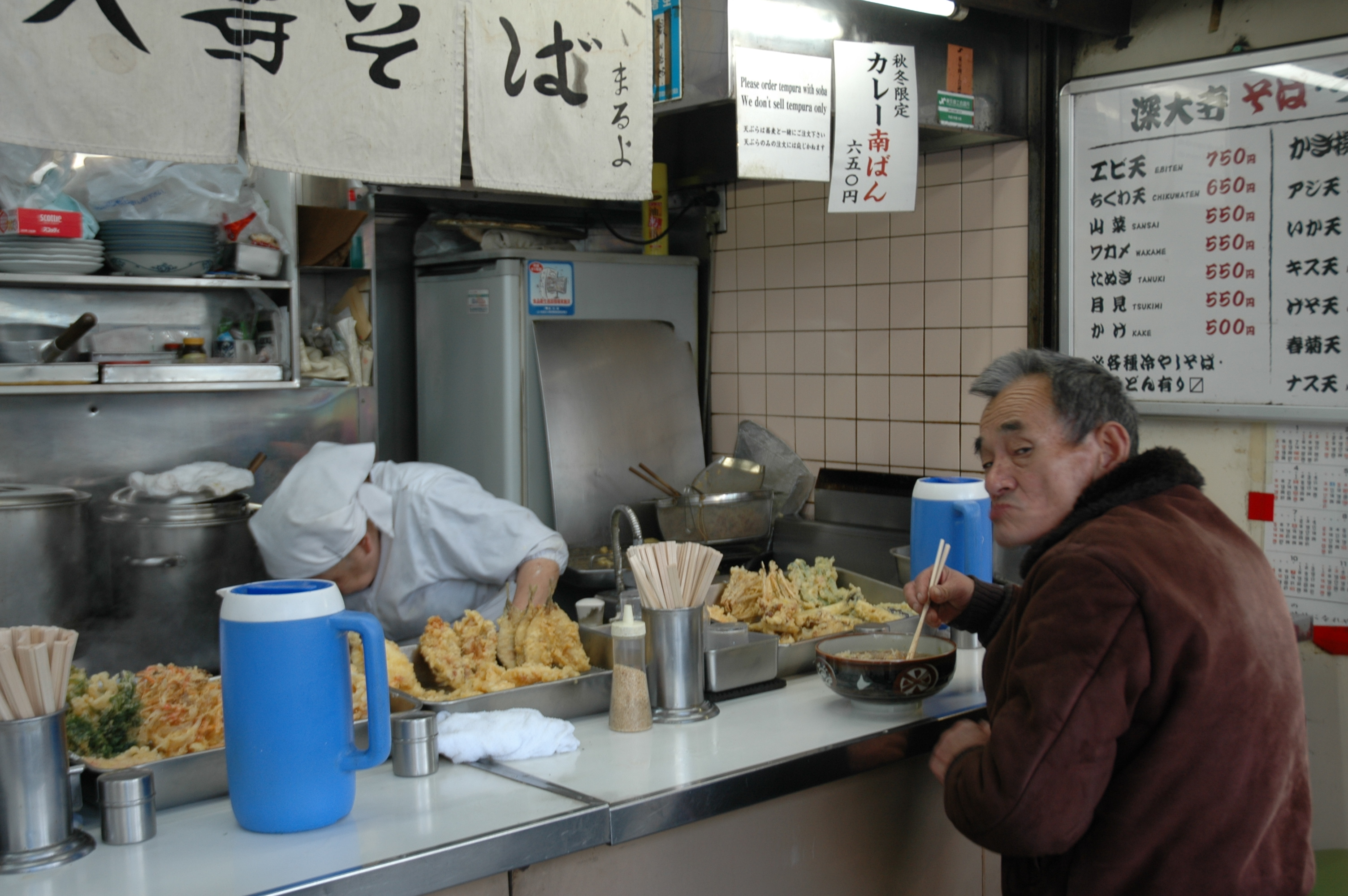
Déjeuner au marché de Tsukiji

Il restait possible de se rendre le matin dans le reste du marché et dans les restaurants de sushis et les petites poissonneries de la rue Uogashi Yokochō (魚がし横丁) comme le faisaient certains salarymen avant de commencer leur journée de travail.

## Déménagement
Le gouverneur de Tokyo, Shintarō Ishihara, souhaite dès 2007 que le marché aux poissons soit déplacé d'ici 2012 dans un nouveau lieu au bord de la baie de Tokyo à 3 km plus au sud, à Toyosu, dans l'arrondissement voisin de Kōtō.
L'une des raisons invoquées pour ce déménagement est la prolifération de rats d'égouts lorsque le marché est le moins actif. Ainsi, en 2015, la municipalité estimait à cinq cents le nombre de rats (mais ce chiffre serait en réalité bien plus élevé).
Une autre raison est la transformation du site Tsukiji en base de transport principale pour les véhicules qui transporteront les athlètes et le personnel participant aux Jeux olympiques et paralympiques de 2020.
Le 20 octobre 2010, Ishihara rejette la proposition de la majorité détenue depuis septembre par le PDJ à l'Assemblée métropolitaine de reconstruire le marché sur son site actuel, l'estimant plus longue que son propre projet de le déplacer à Toyosu. De plus, il considère l'emplacement de Tsukiji comme trop sensible aux tremblements de terre et pas assez salubre. Il annonce dans le même temps que le gouvernement métropolitain va engager 128 milliards de yens pour acheter les terrains nécessaires à ce déménagement, estimant que les débats à l'Assemblée de Tokyo menés depuis un an ont duré trop longtemps et n'ont mené à rien de concret. La majorité démocrate a toutefois immédiatement rappelé son opposition à ce projet, et a menacé de bloquer le vote du budget pour l'année fiscale 2011 et tout projet de délibération présenté par Ishihara et son administration sur le sujet. De plus, les opposants au déplacement à Toyosu font valoir que le terrain choisi par le gouvernement métropolitain était autrefois occupé par une centrale à gaz et que des cancérogènes et autres toxines ont été détectés à des taux supérieurs à la normale. Ishihara répond que son gouvernement utilisera « la sagesse des plus grands universitaires de notre nation » pour sécuriser le site,.
Face à l'opposition rencontrée par son projet de reconstruction sur site, le PDJ décide finalement d’apporter son soutien au projet de la mairie de Tokyo, et le 29 mars 2012 l'installation du nouveau marché aux poissons à Toyosu est votée, et prévue pour 2014. Cependant, au 1er janvier 2014, l'emménagement est prévu pour mars 2016, pour un coût de construction de 3,8 milliards de dollars (2,75 milliards d'euros).
Le 31 août 2016, Yuriko Koike, la gouverneur de Tokyo nouvellement élue, repousse le démarrage des opérations de déménagement pour des questions de sécurité, de coût, de manque de transparence financière et de carences dans l'information du public. Les entreprises de Tsukiji ont alors déjà dépensé plus de vingt milliards de yens en prévision de leur installation sur le nouveau site. Par la suite, les enquêtes sur le projet mettent en lumière des problèmes de pollution des sols et de modifications inexpliquées des plans de construction.
Le 6 octobre 2018, le marché ferme et rouvre ensuite le 11 à Toyosu.